# Валаамский архипелаг
Валаа́мский архипела́г — группа островов в северной части Ладожского озера в 22 км от материка. Площадь архипелага, состоящего более чем из 50 островов, составляет 36 км². Крупнейший остров — Валаам, на него приходится более 2/3 площади — 27,8 км²; длина острова 9,6 км, ширина 7,8 км. Второй по размерам остров — Скитский. Административно архипелаг относится к Сортавальскому району Республики Карелия.
Среди более мелких островов: Лембос, Святой, Байонный, Крестовые, Московский, Предтеченский, Никоновский, Дивный, Емельянов, Оборонный, Голый, Савватия (Гранитный), Зосимы, Скалистый, Луковый, Овсяный, Ржаной, Никольский, Иоанна Кронштадтского. Некоторые острова соединены между собой и с островом Валаам мостами.
На островах Валаамского архипелага расположены посёлок Валаам и Валаамский монастырь.
С 1996 по 2016 гг. территория природно-культурного комплекса Валаамского архипелага являлась кандидатом на включение в список Всемирного наследия ЮНЕСКО.

## География

### Географическое положение
Архипелаг расположен в северо-восточной части Ладожского озера — крупнейшего озера в Европе.

### Геологическое строение
Валаамский архипелаг представляет собой выход на дневную поверхность т. н. Валаамского силла — пологопадающей (3-10°) к центру Ладожского озера чашеподобной пластовой интрузии мощностью до 200 метров. Возраст, слагающих интрузивный комплекс, габбро-долеритов определён свинец-свинцовым методом и равен ~1560 млн лет. На побережье и участках понижения рельефа коренные породы перекрыты супесями морены позднеплейстоценовго возраста.

### Климат
Весна приходит в конце марта. Летом на Валааме солнечных дней на 30-35 больше, чем на материке. Средняя температура июля 17° С. Зима со снегом начинается в начале декабря. В середине февраля налаживается автомобильное сообщение с ближайшим городом Сортавала (42 км.). Средняя температура февраля: −8° С.

### Рельеф
Тектонический сильно расчленённый тип. Отметки высот над уровнем моря — в интервале от 5,1 до 58,2 м.

### Гидрология
- 2 внутренних озера с сильно изрезанной береговой линией общей площадью около 100 га, соединённых между собой и Ладожским озером каналами;
- 9 небольших лесных озёр-ламб;
- разветвлённая сеть мелиоративных канав (XIX век).

### Природа
Положением архипелага определяются его природные особенности. Территория архипелага относится к среднетаежной подзоне таёжной зоны.
На территории островов насчитывается более 480 видов растений, многие были культивированы монахами. Главный остров покрыт в основном хвойными лесами (около 65 % — сосна).

## История
Архипелаг получил своё название по главному острову — Валааму. Его название, возможно, происходит от финно-угорского слова «валамо» — высокая (горная) земля.

### Швеция
В составе Шведского королевства архипелаг находился в составе Выборгского лена.

### Российская империя
В ходе Северной войны, во время военной кампании 1710 года русской армии удалось взять Выборг. Российские войска заняли территорию Выборгского лена. В 1719 году на этих землях указом Петра I была образована Выборгская провинция Санкт-Петербургской губернии. По завершении в 1721 году Северной войны согласно условиям Ништадтского мирного договора Швеция признала присоединение к России Ингерманландии, Кексгольмского лена и части Карелии с дистриктом Выборгского лена. В 1744 году была создана Выборгская губерния. С 1783 по 1797 года — Выборгское наместничество. В 1802 году Выборгское наместничество было преобразовано в Финляндскую губернию. В 1811 году Финляндская губерния вошла в состав Великого княжества Финляндского (как части России) и получила прежнее название — Выборгская губерния.

### Финляндия
После распада Российской империи и провозглашения независимости Великого княжества Финляндского в 1917 году Валаамский архипелаг был в составе Финляндии. Архипелаг относился к сельскому муниципалитету Сортавалы (фин. Sortavalan maalaiskunta) Выборгской губернии.
После Зимней войны 1939—1940 годов, по условиям Московского договора бо́льшая часть Выборгской губернии была передана СССР, включая и архипелаг. Ладожское озеро оказалось полностью на территории СССР.
Новые территории распределили между регионами СССР. Архипелаг был отнесён к Карельской Автономной ССР, которую преобразовали в Карело-Финскую ССР.
В годы советско-финской войны (1941—1944) архипелаг был занят частями финской армии до заключения в 1944 году Московского перемирия.

### СССР
В 1979 году на островах создан Валаамский музей-заповедник. С 1984 года организован Валаамский лесхоз.

### Россия
В 1992 году Валаамский музей-заповедник был ликвидирован, а на основе его фондовых коллекций ликвидационной комиссией было создано два музея: ТОО «Валаамский научно-исследовательский церковно-археологический и природный музей-заповедник» на Валаамских островах и Региональный музей северного Приладожья в городе Сортавала. Учредителями Валаамского научно-исследовательского церковно-археологического и природного музея-заповедника являются Министерство культуры Республики Карелия и Русская православная церковь (Московский патриархат).

### Природный парк «Валаамский архипелаг»
В 1993 году островам был придан статус Уникальной природно-ландшафтной территории Республики Карелия. Статус не имел аналогий в законодательстве, поэтому для усиления природоохранной деятельности в 1999 году постановлением правительства Республики Карелии был создан природный парк «Валаамский архипелаг» на островах Валаамского архипелага с прилегающей двухкилометровой акваторией в северной части Ладожского озера. Общая площадь природного парка 24 700 га.

## Архипелаг и известные личности
Остров Валаам неоднократно посещали императоры Александр I и Александр II, другие члены императорской фамилии. Также приезжал на Валаам святитель Игнатий (Брянчанинов). Природа Валаама вдохновляла известнейших гениев творчества и науки: И. И. Шишкин, Ф. А. Васильев, А. И. Куинджи, писатели и поэты Н. С. Лесков, Ф. И. Тютчев, А. Н. Апухтин, И. С. Шмелёв, Б. К. Зайцев, композиторы П. И. Чайковский, А. К. Глазунов, учёные М. Н. Миклухо-Маклай, Д. И. Менделеев и множество других побывали здесь. В XIX веке во время своего путешествия по России остров посетил Александр Дюма-отец.
Хорошо известны валаамские пейзажи, написанные И. И. Шишкиным («Вид Валаама», 1860), А. И. Куинджи («На острове Валаам», 1873) и Николаем Рерихом («Святой остров», 1917). Ряд современных художников, в частности, известный петрозаводский график А. И. Авдышев, в 1970-х годах создал серию черно-белых линогравюр. Приезжал на Валаам и посвящал ему свои работы мастер объёмной резьбы по дереву, сортавальский художник Кронид Гоголев.